# Якутские национальные прыжки
Якутские национальные прыжки (якут. ыстаҥа) — национальный вид спорта, известный в Якутии (также во многих тюркских народах) с древних времён. В 2003 году признан как вид спорта ГК РФ по физической культуре и спорту.
На ежегодном празднике Ысыах до сих пор проводится много соревнований, в том числе и по якутским национальным прыжкам.
Программа соревнований на Международных Играх «Дети Азии» проводится в форме троеборья (прыжки «кылыы», «ыстаҥа» и «куобах»):
1. «Кылыы» — выполняются одиннадцать безостановочных прыжков с разбега на одной ноге с приземлением на обе ноги.
2. «Ыстаҥа» — выполняются одиннадцать попеременных прыжков с разбега с ноги на ногу с приземлением на обе ноги.
3. «Куобах» — выполняются одиннадцать безостановочных прыжков одновременно, отталкиваясь двумя ногами с места или с разбега с приземлением на обе ноги.

Если же последнее правило не соблюдено, то результаты аннулируются. И именно поэтому очень важно знать и соблюдать правила игр и соревнований.
На каждый вид программы команда может заявить не более двух участников.